# Foster (Nebraska)
Pour les articles homonymes, voir Foster.
Foster est un village du comté de Pierce, dans l'État du Nebraska, aux États-Unis. En 2020, il comptait une population de 42 habitants.